# Carmen Sevilla
Carmen Sevilla, nome d'arte di María del Carmen García Galisteo (Siviglia, 16 ottobre 1930 – Madrid, 27 giugno 2023), è stata un'attrice, cantante e ballerina spagnola.

## Biografia

### Inizi
Figlia di un paroliere musicale, cresce nel mondo dello spettacolo e studia ballo e canto fin da bambina. A soli 12 anni debutta nella importante compagnia teatrale di Estrellita Castro, accanto ad altre due future stelle del cinema e della canzone spagnola, Paquita Rico e Ana Esmeralda.
Il debutto cinematografico avviene nel 1947 con il film Serenata española, di Juan de Orduña e tre anni dopo è protagonista di Jalisco canta en Sevilla accanto a uno dei più famosi cantanti di ranchera dell'epoca, il messicano Jorge Negrete.

### Gli anni del successo: anni cinquanta
È durante gli anni cinquanta che Carmen Sevilla si afferma come una delle attrici più popolari e apprezzate del cinema spagnolo, tanto da essere soprannominata La novia de España, ed è protagonista di numerose pellicole in cui sfoggia, oltre a una radiosa bellezza, le sue doti di cantante e ballerina. 
Di questo periodo sono i suoi film più famosi come Cuentos de La alhambra (1950) di Florián Rey, La hermana San Sulpicio (1952) di Luis Lucia, Violetas Imperiales (1952) di Richard Pottier, con  Luis Mariano e La fierecilla domada (1955) di Antonio Román.
Con il film Ho giurato di ucciderti (1957) di Juan Antonio Bardem (prima pellicola spagnola candidata all'Oscar nella categoria di miglior film straniero) si fa apprezzare anche come attrice a tutto tondo, dandole così modo di ricevere offerte dove non deve interpretare il solito personaggio che canta e balla.
Dopo un periodo di autarchia, i produttori internazionali si interessavano al cinema spagnolo e le prime produzioni che coinvolgevano dei paesi stranieri la vedevano spesso come protagonista. Carmen Sevilla accresce così la sua popolarità girando diversi film in Francia e Italia (Pane, amore e Andalusia con Vittorio De Sica e Peppino De Filippo).
In questo periodo viene indicata come l'attrice più pagata di Spagna fino all'anno 1958 in cui venne offerto alla "rivale" Sara Montiel il ruolo di protagonista nel film La bella fioraia di Madrid.

### Gli anni sessanta e settanta
Del 1957 è il suo primo film statunitense Passione gitana, ma è del 1960 il suo film hollywoodiano più famoso, con il ruolo di Maria Maddalena nel kolossal di Nicholas Ray Il re dei re. 
Nello stesso periodo è anche ospite dell'Ed Sullivan Show, dove fa conoscere al pubblico statunitense il fascino del flamenco. La casa di produzione Paramount le offre un contratto di 5 anni, ma lei preferisce ritornare in patria.
Sempre nel 1960 si sposa con Augusto Algueró, paroliere e musicista di successo (sono suoi molti successi interpretati da Marisol), per il quale interpreta alcune famosissime canzoni come Carmen de España e Cariño trianero. Viene scelta dalla Coca Cola come testimonial delle prime pubblicità televisive nel paese iberico. Dalla seconda metà degli anni sessanta si dedica sempre più spesso alla televisione ed è impegnata in lunghe tournée e concerti in Spagna e America Latina.
Nonostante la nascita dell'unico figlio Augusto Jose Algueró Garcia, il matrimonio non funziona e nel 1969 viene chiesta la separazione e poco dopo il divorzio.
Torna al cinema nel 1969, cercando ruoli che si distacchino da quelli degli anni cinquanta e più vicini al nuovo gusto del pubblico, con film come Enseñar a un sinvergüenza (1969) di Agustín Navarro, Un adulterio decente (1971) di Rafael Gil, La cera virgen (1971) di José María Forqué, No es bueno que el hombre esté solo (1972) di Pedro Olea, La loba y la paloma (1973) di Gonzalo Suárez e Nosotros los decentes (1978) di Mariano Ozores. Nel 1972 è Ottavia in All'ombra delle piramidi, diretto e interpretato da Charlton Heston.
In coppia con l'attore Francisco Rabal incide Parole, Parole, versione spagnola della celebre canzone di Mina e Alberto Lupo.
Nel 1978 si risposa con l'impresario Vicente Patuel e si ritira dalle scene, seguendo il marito nella gestione di un'azienda agricola.

### Anni novanta: ritorno in televisione
Nel 1991 dopo molti anni di assenza, intervallati da qualche sporadico concerto, la Sevilla viene richiamata dal direttore dell'allora neonata Telecinco per condurre il quiz quotidiano Telecupón. Le sue continue gaffe durante la diretta la fanno diventare un personaggio popolare, al centro di imitazioni e parodie, ma allo stesso tempo ritorna nelle simpatie del pubblico e si susseguono le sue apparizioni televisive. Dopo varie edizioni passa a condurre altri programmi anche su altre televisioni private.
Nel 1999 è protagonista della serie Ada Madrina, trasmessa su Antena 3 e dal 2003 conduce su TVE lo spazio settimanale Cine de Barrio dedicato alla storia del cinema. Nel 2004 pubblica la sua autobiografia Memorias.
In questo periodo subisce due gravi perdite: la morte improvvisa del secondo marito e della madre a causa della malattia di Alzheimer.
Nel 2010 è costretta a lasciare il programma Cine de Barrio, sostituita da Concha Velasco, senza che vengano fornite spiegazioni. Solo nel 2015 viene comunicato che Carmen Sevilla è affetta dalla malattia di Alzheimer, che le impedisce di continuare a lavorare.

### Decesso
Carmen Sevilla è morta a Madrid il 27 giugno 2023.

## Filmografia parziale
- Jalisco canta en Sevilla, regia di Fernando de Fuentes (1949)
- Andalusia (El sueño de Andalucía), regia di Robert Vernay (1950)
- La conquistatrice dell'Alhambra (Cuentos de la Alhambra), regia di Floriàn Rey (1950)
- Amore di zingara (La hermana San Sulpicio), regia di Luis Lucia (1952)
- Il desiderio e amore (Le Désir et l'amour), regia di Henri Decoin (1952)
- Violette imperiali (Violetas imperiales), regia di Richard Pottier (1952)
- La belle de Cadix, regia di Raymond Bernard Ardavin (1953)
- La conquistatrice dell'Alhambra, regia di Florian Rey (1954)
- Il grande seduttore (Don Juan), regia di John Berry (1955)
- La vergine ribelle (La fierecilla domada), regia di Antonio Romàn (1955)
- Gli amanti del deserto, regia di Gianni Vernuccio e Fernando Cerchio (1957)
- Ho giurato di ucciderti (La venganza), regia di Juan Antonio Bardem (1957)
- Passione gitana (Spanish Affair), regia di Luis Marquina e Don Siegel (1957)
- Europa di notte, regia di Alessandro Blasetti (1958)
- Pane, amore e Andalusia (Pan, amor y... Andalucía), regia di Javier Setó (1958)
- Il re dei re (The King of the Kings), regia di Nicholas Ray (1961)
- All'ombra delle piramidi (Antony and Cleopatra), regia di Charlton Heston (1972)
- Il chiodo nel cervello (No es bueno que el hombre esté solo), regia di Pedro Olea (1974)

## Riconoscimenti
Durante la sua carriera ha vinto quattro Medallas del Círculo de Escritores Cinematográficos (il premio dei critici cinematografici spagnoli) e un TP de oro (il Telegatto iberico) per il suo lavoro in televisione.